# Robert Kardashian
Robert Georges „Bobby” Kardashian, Sr. (ur. 22 lutego 1944 w Los Angeles, zm. 30 września 2003 tamże) – amerykański prawnik, adwokat oraz przedsiębiorca. Absolwent Susan Miller Dorsey High School, Uniwersytetu Południowej Kalifornii (1966) na wydziale zarządzania i University of San Diego (1967). 
Rozpoznawalność przyniosła mu sprawa jego przyjaciela O.J. Simpsona; Kardashian objął funkcję obrońcy Simpsona, gdy ten był sądzony o morderstwo swojej żony i jej przyjaciela. 
Miał czwórkę dzieci z małżeństwa z Kris Jenner: Kim, Kourtney, Khloé i Roberta Juniora. W latach 1975–1976 był związany z Priscillą Presley.
30 września 2003 zmarł na raka przełyku w wieku 59 lat.